# Смолянинова, Ольга Георгиевна
О́льга Гео́ргиевна Смоляни́нова (род. 30 августа 1960, с. Большой Анзас, Хакасская автономная область) — советский и российский педагог. Доктор педагогических наук, профессор, действительный член Российской академии образования, директор Института педагогики, психологии и социологии Сибирского федерального университета.

## Биография
После окончания в 1982 году Красноярского государственного университета по специальности «Физика» продолжила заниматься научными исследованиями и преподавать программирование студентам по системе КСО.
В 1987 г. вошла в состав преподавателей-тренеров, готовящих первых учителей информатики в Красноярском крае.
В 1989 г. перешла на работу в Красноярский государственный педагогический университет на должность научного сотрудника.
В 1993 г. присуждена ученая степень кандидата педагогических наук.
В 1996 г. присвоено ученое звание доцента по кафедре информатики и вычислительной технике.
В 1998 г. присвоено ученое звание доцента кафедры методики преподавания информатики КГПУ.
В 1998 г. избрана деканом факультета информатики Красноярского государственного педагогического университета.
В 2000 г. перешла на работу в Красноярский государственный университет на должность декана психолого-педагогического факультета.
В 2001 г. стала заведующей кафедрой информационных технологий образования.
В 2003 г. присуждена ученая степень доктора педагогических наук и ученое звание профессора по кафедре информационных технологий образования.
В 2007 г. назначена на должность директора Института педагогики, психологии и социологии Сибирского федерального университета.
В 2008 г. избрана членом-корреспондентом Российской академии образования.
Член редакционной коллегии «Журнала Сибирского федерального университета. Серия: Гуманитарные науки».

## Научная деятельность
Является автором более 200 работ в области педагогики, технологий электронного образования и методик продуктивного взаимодействия в информационно-образовательном пространстве, известным ученым-практиком по внедрению электронного портфолио в систему профессионального образования РФ. Является членом международной ассоциации электронного обучения IELA (International E-learning Association). Неоднократно выступала с докладами по инновационным технологиям обучения на различных международных конференциях (Москва, Санкт-Петербург, София, Бангкок, Виллах (Австрия), Булонь-сюр-Мер, Париж (Франция), Бари (Италия), Лондон, Кавтат (Хорватия), Дюссельдорф (Германия). Входит в состав разработчиков и членов секции электронных изданий Федерального экспертного совета Министерства образования Российской Федерации и экспертную группу Национального фонда подготовки кадров по разработке цифровых образовательных ресурсов для общего среднего образования. Выигрывала международные конкурсы и участвовала в стажировках по программам: IREX, DAAD, FULBRIGHT, ERA.Net.

### Основные труды
- Технология электронного портфолио в образовании: российский и зарубежный опыт: монография / О. Г. Смолянинова. — Красноярск: Сибирский федеральный университет, 2012. — 332 с.
- Опыт, проблемы и перспективы в прикладном бакалавриате психолого-педагогического направления / Коллективная монография / отв. ред. О. Г. Смолянинова. — Красноярск: СФУ, 2011. — 157 c.
- Организация учебного процесса бакалавров/магистров педагогики в модульной кредитно-рейтинговой системе обучения: монография / О. Г. Смолянинова, Е. В. Достовалова, О. А. Савельева. — Красноярск: Сибирский федеральный ун-т, 2009. — 294 с.
- Современные информационные технологии образования. Электронный портфолио: учеб. пособие / О. Г. Смолянинова, Е. В. Достовалова, О. А. Лукьянова. — Красноярск: ИПК СФУ, 2009. — 134 с.

## Награды
В 2002 г. награждена грамотой Министерства образования Российской Федерации, в 2012 г. — нагрудным знаком «Почетный работник высшего профессионального образования Российской федерации», в 2012 г. — премией главы города Красноярска в области науки и образования «Лучший профессор года».